# سینمای کامرون
سینمای کامرون شامل فیلم‌سازی به زبان فرانسوی و زبان انگلیسی است. صنعت فیلم در این کشور گاهی کالیوود نامیده می‌شود. پیشینه تولید فیلم در این سرزمین به سال ۱۹۱۹ بر می‌گردد زمانی که این کشور کامرون فرانسه نامیده می‌شد.

## سینمای پس از استقلال
در سال ۱۹۶۰، کامرون به کشوری مستقل تبدیل گردید و اولین فیلمی که بعد از استقلال در کامرون فیلمبرداری شد شماره دو به کارگردانی دیا موکوری در سال ۱۹۶۲ بود که تا سال ۱۹۶۶ اکران نشد.
ترزه سیتا بلا و ژان پیر دیکونگو پیپا اولین تهیه‌کنندگان فیلم کامرونی بودند. از دیگر نام‌های سینمای اولیه کامرون می‌توان به آلفونس بنی و دانیل کاموا اشاره کرد. کاموا با فیلم دختر ما (۱۹۸۱) در جشنواره بین‌المللی فیلم مسکو شرکت کرد. همچنین در پنجاه و سومین دوره جوایز اسکار به عنوان نماینده سینمای کامرون معرفی گردید.
قبل از سال ۱۹۷۳، تقریباً ۱۵ فیلم کوتاه و بلند با پشتیبانی مالی از وزارت تعاون فرانسه و پشتیبانی فنی از مراکز فرهنگی فرانسه تولید شد. در سال ۱۹۷۲، حدود ۳۲ سالن سینما سراسر کامرون وجود داشت که توسط دولت وقت کامرون حمایت می‌شد. اما در دهه‌های بعد عمدتاً تعطیل و متروکه شدند. در شهرهای بزرگتر مانند یائونده و دووالا نیز سینماها متعاقباً تعطیل شدند و در عوض فیلم‌ها در سینماهای سیار نمایش داده می‌شوند.

## جشنواره فیلم
جشنواره بین‌المللی فیلم کامرون برای اولین بار در سال ۲۰۱۶ برگزار شد. این جشنواره با هدف کمک به توسعه صنعت فیلم محلی و ایجاد یک فرصت رشد در صنعت فیلم، تسهیل دسترسی به سرمایه گذاران، تجهیزات و کسب مهارت فنی از طریق درگیر شدن کارشناسان خارجی برگزار می‌شود. به همین منظور جشنواره یکسری کارگاه آموزشی برای بالا بردن استانداردهای صنعت فیلمسازی محلی برگزار می‌کند.

## سینمای حال حاضر
ژان پیر بکولو با فیلم آنهایی که خون می‌ریزند(۲۰۰۵) که در جشنواره فیلم و تلویزیون پان آفریقا واگادوگو برنده چندین جایزه شد و فلورانس آییسی با فیلم خواهرخوانده (۲۰۰۵) از بدنه جدید سینماگران حال حاضر کامرون محسوب می‌شوند.
در یک دهه اخیر سینمای کامرون با حمایت سینمای نیجریه تولید مشترک در صنعت سینما را آغاز کردند. مردی برای آخر هفته (۲۰۱۷) ساخته آشیل بریس و خیانت در امانت (۲۰۱۷) ساخته نکانای نکوایی از جمله این آثار است.